# SMART-L
SMART-Lは、オランダのシグナール社（現在のタレス・ネーデルラント社）が開発した3次元レーダー。
なお、本機をもとにして、PAAMSとの連接に対応してSELEX社によって開発された派生型がS1850Mであり、こちらはイギリス海軍で1046型レーダーとして制式化されている。

## 来歴
1991年7月24日のオランダ海軍の発注によって開発が開始されており、1995年9月には洋上試験に入った。
先行して同社が開発していたSMARTをもとに、周波数をLバンドに変更するなどした派生型であり、LW-08 2次元対空捜索レーダーとSMART 3次元レーダーの役割を一手に担うことができるとされていた。

## 概要
アンテナは24本のリニアアレイを有し、同時に16本のビームを形成して、仰角70度まで指向できる。回転速度は12 rpmで、ロール角最大30度、ピッチ角最大15度までの船体動揺に対しては電子的なスタビライズによって対応できる。
探知距離は、哨戒機大の目標に対しては400キロメートル、戦闘機大の目標に対しては220キロメートル、ステルス機（レーダー断面積0.001平方メートル）に対しては65キロメートルである。最大同時追尾目標数は、航空機1,000機、水上目標40個、妨害源32個である。
SMART-LはNAAWS搭載艦において、S1850MはPAAMS搭載艦において、それぞれ多機能レーダーを補完する長距離捜索センサーとして搭載されている。

## 採用国と搭載艦
SMART-L
 オランダ海軍
- デ・ゼーヴェン・プロヴィンシェン級フリゲート

 ドイツ海軍
- ザクセン級フリゲート

 デンマーク海軍
- イーヴァル・ヒュイトフェルト級フリゲート

 大韓民国海軍
- 独島級揚陸艦「独島」

S1850M
 イギリス海軍
- 45型駆逐艦
- クイーン・エリザベス級航空母艦

 イタリア海軍
- アンドレア・ドーリア級駆逐艦

 フランス海軍
- フォルバン級駆逐艦